# Пайлсвілл (Меріленд)
Пайлсвілл (англ. Pylesville) — переписна місцевість (CDP) в США, в окрузі Гарфорд штату Меріленд. Населення — 711 особа (2020).

## Географія
Пайлсвілл розташований за координатами 39°41′17″ пн. ш. 76°23′18″ зх. д. / 39.68806° пн. ш. 76.38833° зх. д. (39.687921, -76.388427).  За даними Бюро перепису населення США в 2010 році переписна місцевість мала площу 12,30 км², з яких 12,28 км² — суходіл та 0,02 км² — водойми.

## Демографія
Згідно з переписом 2010 року, у переписній місцевості мешкали 693 особи в 235 домогосподарствах у складі 199 родин. Густота населення становила 56 осіб/км².  Було 242 помешкання (20/км²).
Расовий склад населення:
| - 97,7 % — білих - 0,7 % — чорних або афроамериканців - 0,3 % — азіатів |

До двох чи більше рас належало 1,2 %. Частка іспаномовних становила 0,1 % від усіх жителів.
За віковим діапазоном населення розподілялося таким чином: 26,1 % — особи молодші 18 років, 60,2 % — особи у віці 18—64 років, 13,7 % — особи у віці 65 років та старші. Медіана віку мешканця становила 43,3 року. На 100 осіб жіночої статі у переписній місцевості припадало 97,4 чоловіків;  на 100 жінок у віці від 18 років та старших — 100,8 чоловіків також старших 18 років.
Середній дохід на одне домашнє господарство  становив 132 191 долар США (медіана — 129 375), а середній дохід на одну сім'ю — 144 454 долари (медіана — 130 905). За межею бідності перебувало 3,1 % осіб, у тому числі 7,6 % дітей у віці до 18 років та 0,0 % осіб у віці 65 років та старших.
Цивільне працевлаштоване населення становило 388 осіб. Основні галузі зайнятості: освіта, охорона здоров'я та соціальна допомога — 37,6 %, публічна адміністрація — 13,4 %, роздрібна торгівля — 12,9 %.